# Тапосіріс-Магна

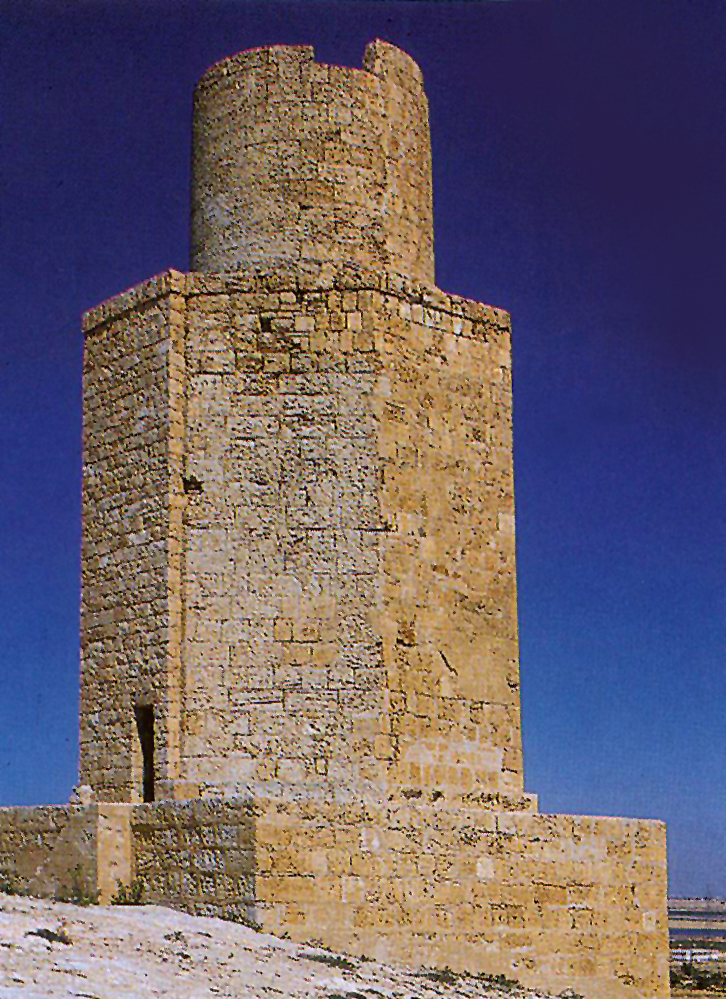
Руїни маяку Тапосіріс-Магни

Тапосіріс Магна або Тапосіріс Великий (грец. Ταπόσιρις η μεγάλη) — античне місто-храм, розташоване біля Абусіру, зведене за наказом царя Птолемея II. Висувається версія, що є місцем поховання Клеопатри VII та Марка Антонія. Назва перекладається як «Поховання Осіріса». Територія тепер перебуває під контролем Вищої ради старожитностей Єгипту.

## Розташування
Знаходилося на судноплавному рукаві нині висохлого русла древнього озера Мареотида, у північній частині дельти Нілу.

## Історія
Зведено між 280 і 270 роками до н. е. Невдовзі стало місцем релігійного святкування Хоіак. В часи Держави Птолемеїв, Римської і Візантійської імперії було важливим портом. Торговці із заходу могли скористатися водним транспортом до гавані Тапосіріса, а потім рушити караванним шляхом вглиб Єгипту. Подібним чином крам з Лівії можна було відправити на борту човнів до Тапосіріса і транспортувати до внутрішніх міст Єгипту. Також в околицях вирощували особливі сорти винограду, з якого виробляли місцеве вино. 
Птолемей IV Філопатор звів тут великий храм з вапняку. Остаточно залишене у VII ст. н. е., ймовірно під час арабської навали часів Візантійської імперії.
Після того, як Османська імперія захопила місто в 1801 році, губернатор Єгипетського хедівата Мохаммед Алі вирішив відбудувати сучасне місто Олександрія на руїнах старого міста.

## Опис
На вершині хребта Тенія, звільнено від вапняку, що відокремлює море від озера Меротіда, стоять два пам'ятники, які були частково відновлені в 1930-х роках. Одна вежа заввишки — 17 м, яка була використана для реконструкції Александрійського маяка, а друга — залишки храму Осіріса, що був ймовірно ключовим місцем Тапосіріса поруч з власне гаваню. Втім вежа на думку сучасних дослідників не була маяком, а ймовірніше поховальним пам'ятником.
По сусідству разом із цистернами та церквами знайдені як приватні, так і громадські будівлі. Некрополь демонструє різноманітні стилі поховання — від саркофагів чи пірамід до колон або пілястр, особливо значними є численні мумії у греко-римському стилі. Також 2010 року археологи виявили величезну безголову гранітну статую царя Птолемея II або Птолемея IV та оригінальні ворота до храму, присвяченого богу Осірісу.
Все те, що залишилося від Тапосіріс сьогодні, відноситься до греко-римського періоду. До числа римських споруд відносяться громадські лазні, побудовані за часів імператора Юстиніана, давильні для масла і інші споруди. Деякі з них прикрашені ліпниною і мозаїками. Найбільш важливою спорудою був храм, присвячений Осірісу та його цариці, богині Ісіді. Його територія була оточена вапняковими стінами розміром 84 на 84 м. Висота стін, що в деяких місцях досягає 10 м. Зі східного боку був побудований кам'яний пілон, але спорудження храму, мабуть, так і не було закінчено, він був залишений без написів, тому точний час його побудови невідомо. Поблизу знаходився некрополь священних тварин. Храм зазнав сильних руйнувань в візантійську епоху, коли в його внутрішньому дворі була побудована християнська церква.

## Дослідження
Вперше археологічні дослідження було здійснено французькими науковцями у 1798 році за наказом Наполеона Бонапарта, що зайняв Абусір. У ХХ столітті розкопки цього місця були розпочаті під керівництвом губернатора Еварісто Бреччі.
Нові дослідження здійснювала американська експедиція у 1970-х роках. Значні дослідження почалися угорськими археологами з 1998 року (тривали до 2004 року). Самофінансована експедиція під керівництвом Кетлін Мартінес з Автономного університету Санто-Домінго (UASD), Домініканська Республіка, яка була розпочата в 2002 році, виявила 27 гробниць, 20 з яких за формою нагадують склепінчасті саркофаги, частково під землею, а частково над землею. Решта 7 складаються зі сходів, що ведуть до простих поховальних камер. Всередині цих гробниць знайдено 10 мумій, 2 з них позолочені. Відкриття цього кладовища свідчить про те, що важлива особу, яка ймовірно має царський статус, могла бути похована всередині храму. Мартінес заявляє, що експедиція розкопала храм у Тапосіріс Магна, присвячений богині Ісіді, виявлено бюст цієї богині з чорного граніту і монети із зображенням обличчя Александра Македонського.
2008 року виявлено гіпсовий бюст Клеопатри VII і маску Марка Антонія, та 22 монети із зображеннями обличчя Клеопатри та бронзовою статуєю грецької богині Афродіти.
У 2012 році було виявлено, що на руїни також вплинула Друга битва за Ель-Аламейн. Команда виявила в її тунелях декілька бомб, які не вибухнули, а також обгорілі рештки італійських та новозеландських солдатів.
У 2022 році під час розкопок і дослідження Тапосіріс Магна, археологи команди Кетлін Мартінес виявили величезний вражаючий тунель, який експерти назвали «геометричним дивом». Споруда знаходилася на глибині 13 метрів (43 футів) під землею. Тунель заввишки 2 метри був прорубаний крізь неймовірні 1305 метрів (4281 футів) пісковику. Згідно повідомлень, тунель не має собі рівних, оскільки його інженерія є вражаючою.